# JVC
Victor Company of Japan, Limited (日本ビクター株式会社, Nippon Bikutā Kabushiki-gaisha), prescurtat JVC, este o corporație internațională specializată pe producția de electronice, cu sediul central în Yokohama, Japonia. Compania a fost fondată în anul 1927.

## Istorie

### 1927-1969
JVC a fost fondată în 1927 sub denumirea "The Victor Talking Machine Company of Japan, Limited" ca filială a companiei de fonografe și discuri, Victor Talking Machine Company, din Statele Unite. În 1929 pachetul majoritar a fost transferat companiei RCA-Victor. În 1932 JVC a început să producă radiouri, iar în 1939 a fost introdus primul televizor alb-negru al Japoniei. În 1960 produce primul televior color, 21CT-11B. Din 1953 JVC aparține companiei Matsushita, care a deținut pachetul majoritar până în august 2007. În anul 2008 formează o nouă companie împreună cu Kenwood Corporation, JVC Kenwood Holdings Inc, cu sediul principal și producția în Marea Britanie prin JVC Europe Ltd. și având filiale în 14 țări.

## Nume

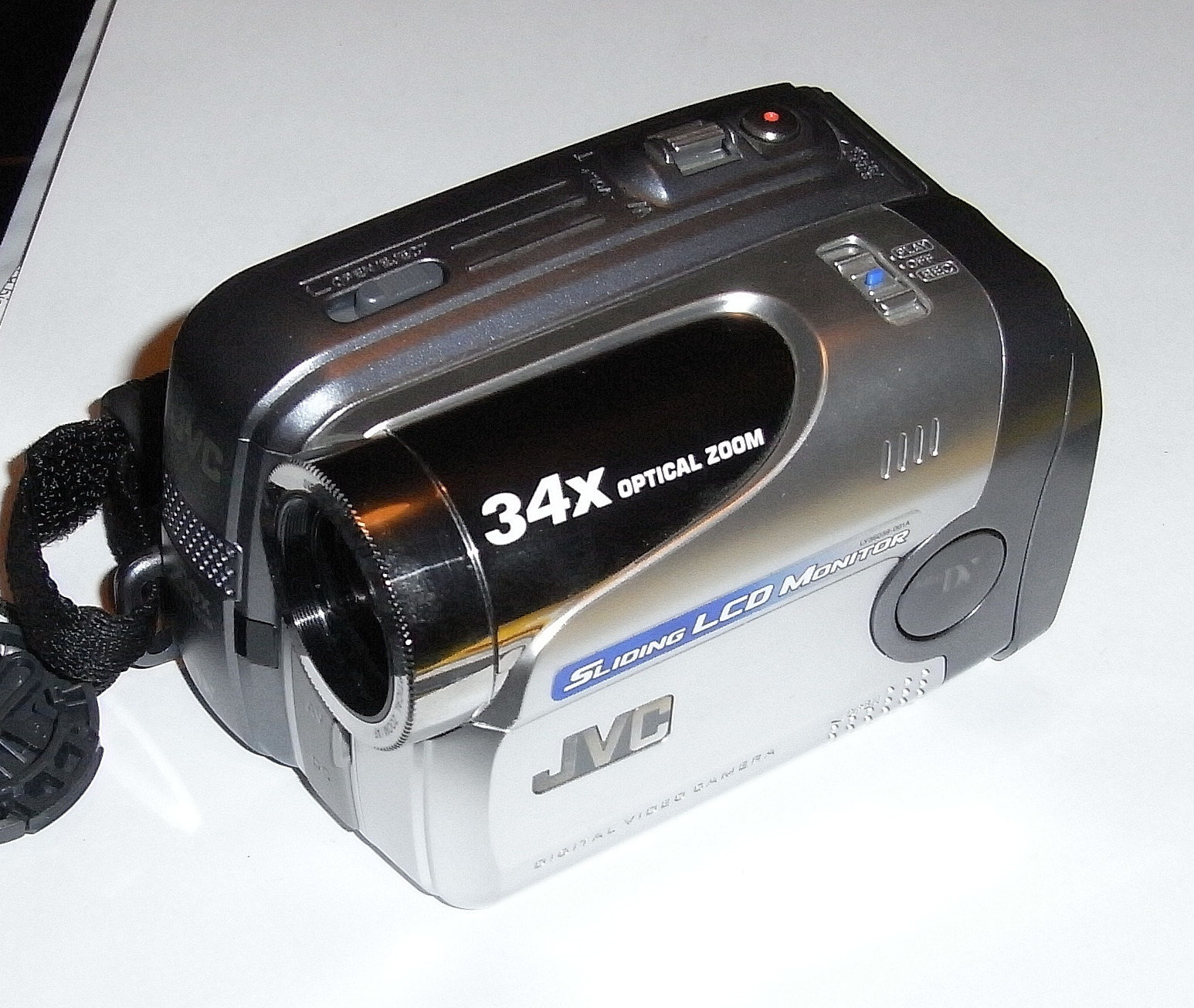
JVC GR DA20